# Suiti
Les Suiti sont une petite communauté catholique de 2 800 habitants vivant dans un espace de 402 km2 de la partie occidentale luthérienne de la Lettonie.

## Présentation
Les Suiti ont des traditions religieuses spécifiques, des costumes traditionnels très colorés, une langue suiti propre, et un grand nombre de danses et chants comme le chant avec bourdon exécuté par les femmes.
« L’espace culturel des Suiti » a été inscrit en 2009 par l'UNESCO sur 
la liste du patrimoine immatériel nécessitant une sauvegarde urgente.